# Степанов Сергій Олександрович
Сергій Олександрович Степанов (1894 — розстріляний 28 грудня 1937, місто Київ) — радянський господарський діяч, директор Миколаївського суднобудівного заводу імені Марті. Член ЦК КП(б)У в листопаді 1927 — червні 1930 р. Член Ревізійної Комісії КП(б)У в червні — грудні 1937 р.

## Біографія
Працював робітником мостового цеху, розмітником Сормовського заводу в місті Нижньому Новгороді.
Член РСДРП(б) з 1913 року. Вів активну революційну діяльність на Сормовському заводі, двічі заарештовувався царською поліцією.
З 1917 року — член Сормовського комітету РСДРП(б) міста Нижнього Новгорода, член Нижньогородського губернського комітету РКП(б). Вибирався членом президії Нижньогородської губернської ради народного господарства.
У 1920—1921 роках — голова Херсонської (Миколаївської) губернської ради народного господарства.
У 1922—1926 роках — головний інженер Миколаївського суднобудівного заводу імені Марті (колишнього заводу «Наваль»).
З 1926 року — директор Дніпропетровського металургійного заводу імені Петровського.
У 1934—1937 роках — директор Миколаївського суднобудівного заводу імені Марті.
У листопаді 1937 року заарештований органами НКВС. Рішенням військової колегії Верховного суду СРСР у місті Києві від 27 грудня 1937 року засуджений до розстрілу. Розстріляний наступного дня.
Посмертно реабілітований 10 березня 1956 року.

## Відзнаки
- орден Трудового Червоного Прапора УСРР (29.03.1926)[2]